# Maritime Union of New Zealand
Die Maritime Union of New Zealand (MUNZ) ist eine Gewerkschaft für Seeleute und Hafenarbeiter in Neuseeland.

## Geschichte
Im Jahr 2002 schlossen sich die beiden Gewerkschaften New Zealand Waterfront Workers' Union und New Zealand Seafarers' Union zusammen und gründeten die Maritime Union of New Zealand. Die beiden Gewerkschaften, die sich hiermit zusammentaten, startete selbst im später 19. Jahrhundert, die eine 1879 als tasmanische Seamen’s Union und die andere 1885 als Waterfront Union. Letztere wurde seinerzeit auch als „Lumpers Union“ bezeichnet, weil damals die meiste Fracht auf dem Rücken der Arbeiter an und von Bord getragen wurde.
Eines der bemerkenswertesten Streiks der Mitglieder der Waterfront Union war der Ausstand im Jahr 1976, als ein atomar angetriebenes Kriegsschiff der US-amerikanischen Kriegsflotte Wellington besuchte. Der Ausstand und die Ablehnung in der Bevölkerung war dann später die Basis für die Anti-Atomkraft-Politik Neuseelands.
Aus der Waterfront Union ging dann irgendwann die New Zealand Waterfront Workers Union hervor und wurde am 15. Mai 1991 offiziell registriert. Der neue Name der Gewerkschaft wurde am 17. April 2023 registriert.

## Gewerkschaft
Die Gewerkschaft vertritt Seeleute und Hafenarbeiter sowie Beschäftigte von artverwandten Berufszweigen. Neben das Aushandeln von Tarifverträgen bietet die Gewerkschaft ihren Mitglieder arbeitsbezogene Rechtsberatung an und kümmert sich um die Förderung von Gesundheit und Sicherheit am Arbeitsplatz.
Neben der Zentrale in Wellington unterhält die Gewerkschaft elf weitere Büros in den Hafenstädten das Landes. Die Mitglieder der lokalen Gruppen   werden von einem Vorstand geleitet, den sie vor Ort selber wählen. Gewählte Mitglieder aus allen lokalen Gruppen treffen sich mehrmals jährlich im National Council und alle vier Jahre zur National Conference.

## Publikation
The Maritimes Magazine ist das offizielle Magazin für die Mitglieder der Gewerkschaft. Es wird quartalsweise herausgegeben und automatisch an alle Mitglieder verschickt.